# آموزش تجارت

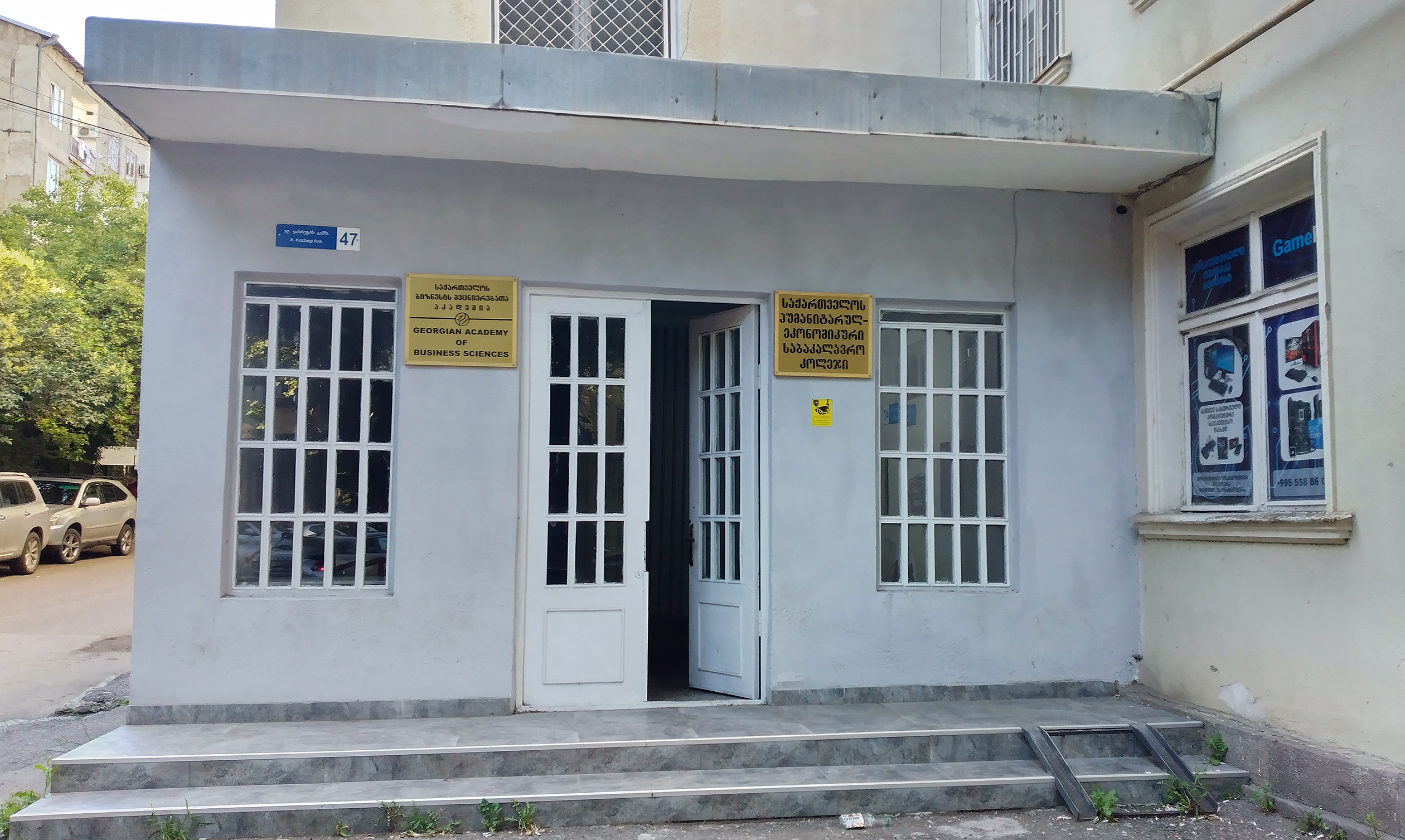
ورودی آکادمی علوم بازرگانی گرجستان (آکادمی علوم بازرگانی گرجستان) در خیابان الکساندر کازبیگی 47 در تفلیس

آموزش تجارت شامل آموزش دادن تئوری‌ها و اصول و مراحلی از تجارت است. آموزش در این زمینه در چند سطح آموزشی اتفاق می‌افتد. شامل آموزش در دبیرستان در پیش دانشگاهی و دانشگاه می‌شود. تخمین زده می‌شود ۳۸٪ دانش آموزان در طول دبیرستان معمولاً در یک یا چند دوره ثبت نام می‌کنند.

## آموزش در دبیرستان‌ها
تجارت در دبیرستان‌های بسیاری از کشورها جزو مباحث درسی می‌باشد. نظیر: استرالیا، کانادا، هنگ کنگ، هند، نیوزیلند، پاکستان، آفریقای جنوبی، زیمبابوه، آرژانتین، سوئد، مالزی و ایالات متحده آمریکا. قبل از سال سوم اغلب اوقات با نام آموزش تجارت خوانده می‌شود؛ و معمولاً شامل با حسابداری امور مالی بازاریابی و اقتصاد می‌شود.